# Pegram
Pegram é uma cidade  localizada no estado norte-americano de Tennessee, no Condado de Cheatham.

## Demografia
Segundo o censo norte-americano de 2000, a sua população era de 2146 habitantes.
Em 2006, foi estimada uma população de 2163, um aumento de 17 (0.8%).

## Geografia
De acordo com o United States Census Bureau tem uma área de
20,7 km², dos quais 20,7 km² cobertos por terra e 0,0 km² cobertos por água.

## Localidades na vizinhança
O diagrama seguinte representa as localidades num raio de 20 km ao redor de Pegram.